# داسو میستره ۴
داسو میستره ۴ (به انگلیسی: Dassault Mystère IV) یک هواگرد ساختِ کارخانهٔ داسو اویاسیون در کشور فرانسه است که در سال ۱۹۵۳–۵۸ ساخته شد. نخستین استفاده‌کنندهٔ این هواپیما نیروی هوایی فرانسه بوده‌است. این هواگرد برای نخستین بار در ۲۸ سپتامبر ۱۹۵۲ میلادی مورد استفاده قرار گرفت.